# Într-o clipită
Wink of an Eye este un episod din sezonul al III-lea al serialului original Star Trek. A avut premiera la 29 noiembrie 1968.

## Prezentare
Extratereștri invizibili și existând într-un timp „accelerat” preiau comanda navei Enterprise și încearcă să-i răpească pe membrii echipajului, pentru a-i folosi drept „stoc genetic”.

## Vezi și
- „Într-o clipită”, episod Star Trek: Voyager